# U 402
U 402 war ein deutsches Unterseeboot des Typs VII C, das im U-Boot-Krieg des Zweiten Weltkriegs durch die deutsche Kriegsmarine im West- und Nordatlantik eingesetzt wurde.

## Technische Daten
Die Danziger Werft AG lieferte während des Zweiten Weltkrieges insgesamt 42 U-Boote vom Typ VII C und VII C/41 an die Kriegsmarine aus. U 402 war eines von acht VII-C-Booten, die im Jahr 1941 auf dieser Werft fertiggestellt wurden. Aufgrund der Ausdauer und Einsatzfähigkeit wurde dieser Typ auch „Atlantikboot“ genannt. Ein VII C-Boot war 67 m lang und verdrängte unter Wasser 865 m³. Zwei Dieselmotoren gewährleisteten bei Überwasserfahrt eine Geschwindigkeit von 17 kn. Bei der Unterwasserfahrt trieben zwei Elektromotoren das Boot zu einer Geschwindigkeit von 7 kn an.
Die Bewaffnung der VII C-Boote bestand bis 1944 aus einer 8,8-cm-Kanone und einer 2-cm-Flak an Deck, sowie vier Bugtorpedorohren und einem Hecktorpedorohr. Üblicherweise führte ein VII C-Boot 14 Torpedos mit sich.
Wie die meisten deutschen U-Boot seiner Zeit führte auch U 402 ein bootsspezifisches Zeichen am Turm, das von der Besatzung ausgewählt und auch an Mützen sowie Schiffchen getragen wurde. Die Besatzung hatte sich für das Wappen von Karlsruhe entschieden, das zusätzlich von Bommeln gerahmt war, die an die Pompons von Pudelmützen erinnerten. Das Boot trug den Beinamen „Bommel“ und die Besatzung verzierte ihre Kopfbedeckungen mit entsprechenden Pompons.

## Einsatz und Geschichte

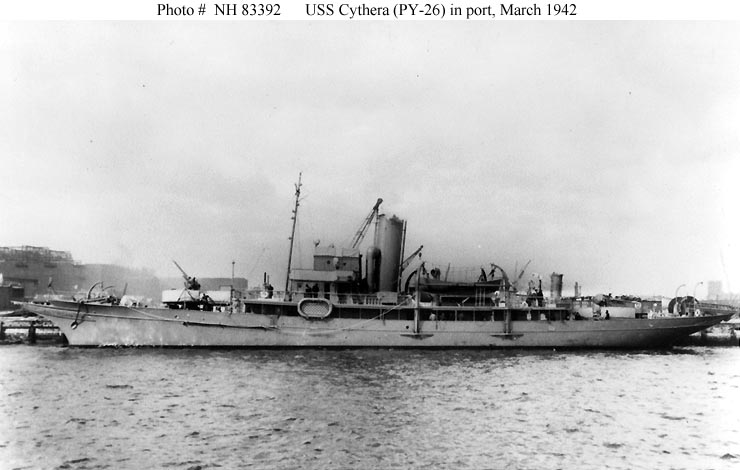
USS Cythera

Zunächst war U 402 der 3. U-Flottille als Ausbildungsboot unterstellt und in La Rochelle stationiert. Ab Oktober 1941 wurde das Boot als Frontboot eingesetzt. Die erste Unternehmung mit diesem Boot führte Kommandant Korvettenkapitän Siegfried von Forstner im Nordatlantik, in der Dänemark-Straße und südlich von Island durch. Es folgten sieben weitere Unternehmungen von Saint-Nazaire und La Pallice aus. Kommandant von Forstner versenkte dabei vierzehn Schiffe und ein Patrouillenboot.

### PfeilgegenSC 118
Am 24. Januar 1943 verließ ein großer Geleitzug den Hafen von New York. SC 118 bestand zunächst aus 44 Schiffen, denen sich vor Neufundland 19 weitere anschlossen. Der Geleitzug wurde von einer außergewöhnlich starken Bedeckung geschützt, die aus vier britischen Zerstörern, einem Kutter der United States Coast Guard sowie einer britischen und drei französischen Korvetten. Der Geleitzug passierte Anfang Februar den Suchstreifen der U-Bootgruppe Pfeil, die nach Maßgabe der von Karl Dönitz entwickelten Rudeltaktik nach alliierten Geleitzügen suchte.

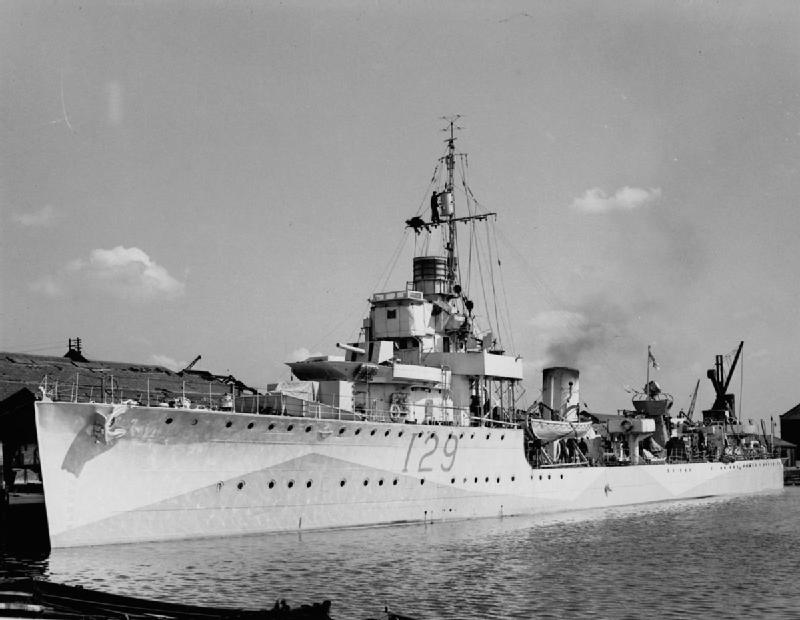
HMS Vanessa, Leitschiff des Geleitschutzes von SC 118

 Am 4. Februar wurde Ralph Münnich, Kommandant von U 187 auf die Schiffe aufmerksam, nachdem versehentlich von einem Seemann eines norwegischen Frachters eine Leuchtgranate abgeschossen worden war. Münnich nahm die Verfolgung auf und setzte Positionssignale ab, um die anderen Boote der Gruppe Pfeil an den Geleitzug heranzuführen. Zu den ersten Booten, die das Zielgebiet erreichten, gehörte U 402, aber Kommandant von Forstner sah sich aufgrund des schlechten Wetters nicht in der Lage, einen erfolgversprechenden Angriff einzuleiten. Die Boote der Gruppe Pfeil verfolgten den Geleitzug und erzielten zwei Versenkungen. Am Abend des folgenden Tages wurde der Geleitschutz von SC 118 durch weitere Kriegsschiffe verstärkt, die von Island ausgelaufen waren. Diese erhebliche Bedeckung und das anhaltende stürmische und regnerische Wetter machten es den U-Booten schwer, Fühlung zum Geleitzug zu halten. Am nächsten Morgen wurde der Geleitschutz durch Flugzeuge verstärkt, die im Zusammenspiel mit den Geleitschiffen etliche U-Boote aufspürten und erfolgreich angriffen. In der Folge brachen fünf Boote der Gruppe Pfeil ihren Einsatz ab und kehrten zu den Stützpunkten an der nordfranzösischen Atlantikküste zurück. Angesichts der ausbleibenden Erfolgsmeldungen forderte die U-Bootführung über Funk einen „rücksichtslosen“ Einsatz. Daraufhin entschlossen sich sechs U-Bootkommandanten trotz ungünstiger Ausgangslage zum Angriff, hierbei gingen zwei Boote verloren. In der Nacht vom 7. Februar versenkte Kommandant von Forstner in einem mehrstündigen Angriff fünf Schiffe mit 27.821 BRT und beschädigte zwei weitere.
- britischer Dampfer Toward am 7. Februar 1943 um 03:47 Uhr mit Torpedo versenkt

Die Toward war das Rettungsschiff des Geleitzugs und hatte zudem ein Huff-Duff-Gerät an Bord, mit dem U-Boote eingepeilt werden konnten. Diese schnellen und wendigen Rettungsschiffe galten somit als bevorzugte Ziele. Von den 74 Besatzungsmitgliedern der Toward kamen 58 ums Leben.
- US-amerikanischer Tanker Robert E. Hopkins am 7. Februar 1943 um 03:52 Uhr mit Torpedo versenkt
- britisches Motorschiff Afrika am 7. Februar 1943 um 06:36 Uhr mit Torpedo versenkt
- US-amerikanischer Dampfer Henry R. Malloy am 7. Februar 1943 um 06:59 Uhr mit Torpedo versenkt

Die Henry R. Malloy war ein Truppentransporter und sank nur langsam, während unter den 495 an Bord befindlichen Personen eine Panik ausbrach. 267 Überlebende konnten von einem Schiff der Coast-Guard gerettet werden.
- griechischer Dampfer Kalliopi am 7. Februar 1943 um 07:35 Uhr mit Torpedos versenkt

Gegen halb Fünf beschädigte von Forstner zudem den norwegischen Tanker  Daghild mit einem Torpedo. An Bord befand sich ein britisches Landungsboot. Die Daghild wurde evakuiert und das Schiff sowie das an Bord befindliche Landungsboot LCT 2335 wurden am folgenden Tag von U 608 versenkt. Auch von Forstner gelang am folgenden Tag eine weitere Versenkung.
- britischer Dampfer Newton Ash am 8. Februar 1943 um 01:42 Uhr mit Torpedo versenkt

### Versenkung
Das Boot wurde am 13. Oktober 1943 von zwei Avenger-Torpedobombern der VC-9 Squadron der US-Navy mit Torpedos versenkt. Alle 50 Besatzungsmitglieder kamen dabei ums Leben.